# Бербенно-ди-Вальтеллина
Бербе́нно-ди-Вальтелли́на (итал. Berbenno di Valtellina) — коммуна в Италии, в провинции Сондрио области Ломбардия.
Население составляет 4180 человек, плотность населения составляет 119 чел/км². Занимает площадь 35 км². Почтовый индекс — 23010. Телефонный код — 0342.
В коммуне 15 августа особо празднуется Успение Пресвятой Богородицы. Покровителями коммуны и её районов почитаются святой Иосиф Обручник, святой апостол Варфоломей, святой Авундий, святой апостол Пётр и святой Венигн. Празднование 12 февраля.